# Лори-отшельники
Лори-отшельники (лат. Vini) — род попугаеобразных.

## Внешний вид
Длина тела 18—19 см. Оперение у всех представителей рода очень яркое. Клюв и лапы оранжевые. Радужка коричневая.

## Распространение
Обитают на тропических островах Тихого океана от восточного Фиджи через Самоа, Французскую Полинезию и далее до острова Хендерсон.

## Угрозы и охрана
Очень редки, находятся на грани исчезновения из-за разрушения естественной среды обитания человеком. Численность с каждым годом только сокращается. Отлов особей запрещен, многие виды (например, синий лори-отшельник) находятся в Красной книге МСОП как уязвимые виды.

## Классификация
Род включает в себя 11 видов:
- Vini meeki (Rothschild & E. Hartert, 1901) — Украшенный лори Меека
- Vini rubrigularis (Sclater, 1881) — Краснобородый украшенный лори
- Vini palmarum (Gmelin, 1788) — Пальмовый украшенный лори
- Vini amabilis (Ramsay, 1875) — Красногорлый украшенный лори
- † Vini diadema (Verreaux & Des Murs, 1860) — Диадемовый украшенный лори
- Vini solitaria (Suckow, 1800)

- Синешапочный лори-отшельник Vini australis
- Ультрамариновый лори-отшельник Vini ultramarina
- Хендерсонов лори-отшельник Vini stepheni
- Рубиновый лори-отшельник Vini kuhlii
- Синий лори-отшельник Vini peruviana